# Seznam britských královen a princů manželů
Toto je seznam královen a princů manželů Velké Británie (1707–1801) a Spojeného království (od roku 1801) (resp. chotí vládnoucích králů a královen).

## Stuartovci
| Portrét | Jméno       | Dynastie             | Narození      | Svatba            | Královnou / princem manželem od                | Korunovace  | Královnou / princem manželem do | Úmrtí          | Choť            |
| ------- | ----------- | -------------------- | ------------- | ----------------- | ---------------------------------------------- | ----------- | ------------------------------- | -------------- | --------------- |
|         | Jiří Dánský | Oldenburská dynastie | 2. února 1653 | 28. července 1683 | 1. května 1707 Vznik království Velké Británie | Nekorunován | 28. října 1708                  | 28. října 1708 | Anna Stuartovna |

## Hannoverská dynastie
| Portrét | Jméno                           | Dynastie                          | Narození        | Svatba            | Královnou / princem manželem od | Korunovace     | Královnou / princem manželem do | Úmrtí              | Choť              |
| ------- | ------------------------------- | --------------------------------- | --------------- | ----------------- | ------------------------------- | -------------- | ------------------------------- | ------------------ | ----------------- |
|         | Karolina z Ansbachu             | Hohenzollernové                   | 1. února 1683   | 22. srpna 1705    | 11. června 1727                 | 11. října 1727 | 20. listopadu 1737              | 20. listopadu 1737 | Jiří II.          |
|         | Šarlota Meklenbursko-Střelická  | Dynastie Meklenburských           | 19. května 1744 | 8. září 1761      | 8. září 1761                    | 22. září 1761  | 17. listopadu 1818              | 17. listopadu 1818 | Jiří III.         |
|         | Karolina Brunšvická             | Welfové                           | 17. května 1768 | 8. února 1795     | 29. ledna 1820                  | Nekorunována   | 7. srpna 1821                   | 7. srpna 1821      | Jiří IV.          |
|         | Adelheid Sasko-Meiningenská     | Hannoverská dynastie              | 13. srpna 1792  | 13. července 1818 | 26. června 1830                 | 8. září 1831   | 20. června 1837                 | 2. prosince 1849   | Vilém IV. Britský |
|         | Albert Sasko-Kobursko-Gothajský | Dynastie Sasko-Kobursko-Gothajská | 26. srpna 1819  | 10. února 1840    | 10. února 1840                  | Nekorunován    | 14. prosince 1861               | 14. prosince 1861  | Viktorie          |

## Windsorové
| Portrét | Jméno                             | Dynastie                          | Narození          | Svatba             | Královnou / princem manželem od | Korunovace      | Královnou / princem manželem do | Úmrtí              | Choť        |
| ------- | --------------------------------- | --------------------------------- | ----------------- | ------------------ | ------------------------------- | --------------- | ------------------------------- | ------------------ | ----------- |
|         | Alexandra Dánská                  | Glücksburkové                     | 1. prosince 1844  | 10. února 1863     | 22. ledna 1901                  | 9. srpna 1902   | 6. května 1910                  | 20. listopadu 1925 | Eduard VII. |
|         | Marie z Tecku                     | Teck                              | 26. května 1867   | 6. července 1893   | 6. května 1910                  | 22. června 1911 | 20. ledna 1936                  | 24. února 1953     | Jiří V.     |
|         | Elizabeth Bowes-Lyon              | Hrabata ze Strathmoru a Kinghornu | 4. srpna 1900     | 26. února 1923     | 11. prosince 1936               | 12. května 1937 | 6. února 1952                   | 30. března 2002    | Jiří VI.    |
|         | Princ Philip, vévoda z Edinburghu | Glücksburkové                     | 10. června 1921   | 20. listopadu 1947 | 6. února 1952                   | Nekorunován     | 9. dubna 2021                   | 9. dubna 2021      | Alžběta II. |
|         | Camilla Britská                   | —                                 | 17. července 1947 | 9. dubna 2005      | 8. září 2022                    |                 | —                               | —                  | Karel III.  |